# The Rehearsal (série télévisée)
Pour l’article homonyme, voir The Rehearsal.
The Rehearsal est une série télévisée américaine de docu-comédie créée, écrite, réalisée et mettant en vedette Nathan Fielder, et diffusée depuis le 15 juillet 2022 sur HBO. Elle est acclamée par la critique. 
Elle a été renouvelée pour une deuxième saison en août 2022, diffusée le 20 avril 2025.
En France, cette série est diffusée sur la plateforme Max depuis 2024.

## Synopsis
The Rehearsal présente Nathan Fielder aidant des gens ordinaires à répéter des conversations difficiles ou des événements de la vie grâce à l'utilisation de décors et d'acteurs embauchés pour recréer des situations réelles. Les situations peuvent être triviales, comme avouer un mensonge sur l'histoire de son éducation, ou plus complexes, comme élever un enfant. Fielder commande des lieux de tournage extravagants avec chaque détail recréé. Il engage des comédiens pour habiter ces décors et s'exerce à différents arbres de dialogue avec ses clients des dizaines de fois. Les informations utilisées pour former les acteurs et construire les décors sont souvent collectées à l'insu des sujets.

## Production
La prémisse est née de la série Nathan for You (en) de Fielder. En préparation de la série précédente, Fielder et son équipe jouaient des scénarios pour prédire comment de vraies personnes réagiraient à ses suggestions ridicules, un exercice qui s'est souvent révélé inexact. Fielder a été inspiré par la futilité de l'impulsion humaine de contrôler son propre avenir, qu'il a trouvé « vraiment drôle ».
Une partie de l'humour provient de ses décors extravagants. Dans le premier épisode, Fielder construit une copie parfaite du bar dans lequel la conversation difficile du sujet doit avoir lieu. Il construit également un double de la maison du sujet pour pratiquer sa première conversation.
Le 19 août 2022, HBO a renouvelé la série pour une deuxième saison.

## Sortie
La série a été "teasé" pour la première fois en 2019 dans le cadre de l'accord de Fielder avec HBO. Le titre The Rehearsal a été révélé en juin 2021. En juin 2022, un teaser a été publié, et une affiche indiquant une date de sortie du 15 juillet 2022.

## Épisodes

### Première saison (2022)
Composée de six épisodes, la première saison est diffusée du 15 juillet au 19 août 2022.
1. Orange Juice, No Pulp
2. Scion
3. Gold Digger
4. The Fielder Method
5. Apocalypto
6. Pretend Daddy

### Deuxième saison (2025)
Composée de six épisodes (5 de 30 mn et 1 de 60 mn), la deuxième saison est diffusée depuis le 20 avril 2025 sur HBO et le 21 avril 2025 sur Max.
1. Gotta Have Fun
2. Star Potential
3. Code
4. Kissme
5. Washington
6. My Controls

## Accueil

### Accueil critique
La série a été acclamée par la critique, certains la louant comme l'une des meilleures nouvelles séries de 2022. Le site Web d'agrégateur d'avis Rotten Tomatoes a rapporté un taux d'approbation de 96 % avec une note moyenne de 9,4/10, basée sur 54 critiques. Le consensus des critiques du site Web se lit comme suit : « The Rehearsal donne à Nathan Fielder carte blanche pour pousser sa comédie absurde à la limite, qu'il pousse encore plus loin avec un aplomb impassible dans ce qui pourrait être son exploit le plus inconfortablement drôle à ce jour ». Metacritic, qui utilise une moyenne pondérée, a attribué une note de 86 sur 100 sur la base de 23 critiques, indiquant une "acclamation universelle".
Dans la critique du New York Times Critic's Pick, James Poniewozik a écrit : « La série a un noyau philosophique : est-il jamais possible de vraiment comprendre une autre personne ? Et il y a un côté tendre, voire beau, dans ses moments surréalistes ». » La série a été comparée au travail de Charlie Kaufman dans Synecdoche, New York et au roman de Tom McCarthy Remainder,. La série a été décrite comme un successeur spirituel de Nathan For You, puisque les deux émissions partagent une prémisse selon laquelle Fielder aide les gens moyens de manière humoristique. Vulture a décrit la « volonté de s'embêter avec les gens » de Fielder pour les mettre dans des situations qui pourraient les embarrasser ou les amener à faire des choses qui ne sont pas dans leur caractère, était le fil conducteur de son travail.
The Rehearsal est apparu dans le top 10 des listes "Best of 2022" de nombreuses publications, dont le premier pour Far Out, IndieWire, The Ringer et ScreenCrush, entre autres.
Pour Frazier Tharpe, de GQ, « Il y a une émotion particulière, unique et de plus en plus rare à regarder une série dont on ne sait absolument pas ce qu'on va voir d'une semaine à l'autre. Une série qui ose défier la formule et la sensation de familiarité inscrites dans l'ADN de la télévision. En 2022, Nathan Fielder a réussi cet exploit lors de la première saison de sa série HBO The Rehearsal. L'acteur canadien confrontait sa fascination persistante pour tout ce qui se cache derrière les interactions entre humains, brisant le quatrième mur uniquement pour inviter le public à le regarder le reconstruire. Il nous mettait au défi de voir jusqu'à quel point nous pouvions déterminer, par la suite, ce qui était réel et ce qui était du domaine du théâtre. »
À propos de la deuxième saison, il écrit « Cette première saison était si efficace et si aboutie qu'elle a laissé de nombreux téléspectateurs — à commencer par moi — se demander où une deuxième saison pourrait bien nous emmener. (...) Maintenant que nous en sommes à la moitié de la deuxième saison de The Rehearsal, il est clair que Nathan Fielder ne s'est pas contenté d'être à la hauteur de la première saison. Il s'est surpassé et a produit ce qui est tout simplement le meilleur travail de sa carrière. The Rehearsal pourrait bien être l'événement télévisuel de l'année, voire de la décennie. (...) Nathan Fielder produit du pur humour malaisant, oui, mais aussi, bizarrement, de la catharsis. C'est à la fois effrayant et exaltant de se dire qu'il ne s'agit là que des éléments constitutifs d'une grande révélation que nous ne pouvons pas encore voir venir. The Rehearsal explore un territoire comique presque vierge, financée par une chaîne qui ne regarde pas à la dépense et qui fait tout pour être prise au sérieux. C'est tout simplement ce qui se fait de mieux à la télévision ».

En France, où la série est enfin disponible sur Max depuis 2024, Michel Bezbakh de Télérama salut cette « série anthologique de Nathan Fielder, où il aide des personnes à “répéter” des moments importants (...).
Absurdes, drôles, embarrassantes, parfois géniales, ce qui finit de rendre les séries de Nathan Fielder si précieuses, c’est que leur génie comique n’est pas gratuit. The Rehearsal interroge par l’absurde notre désir de fiction et de contrôle. En brouillant les frontières entre réalité et imagination, Fielder interroge le vrai et le faux, la sincérité et le mensonge, l’honnêteté et l’imposture, dans à peu près tous les aspects de la vie, ce qui au fond est tout de même quelque chose d’assez important ».
Télérama apprécie encore plus la deuxième saison (TTT) : « Dans cette saison, Nathan Fielder mélange encore davantage le réel et la fiction, jusqu'à plonger dans d'étranges questionnements métaphysiques. Toujours plus « cringe », toujours plus profond. Dérangeant et vertigineux. »

### Distinctions

#### Récompenses
- Independent Spirit Awards 2023 : Meilleure nouvelle série documentaire ou non-scriptée[18]

#### Nominations
- Gotham Independent Film Awards 2022 : Meilleure nouvelle série non fictionnelle[19]
- Cinema Eye Honors 2022 : Heterodox Award[20]